# Olszewo-Borki (gromada)
Olszewo-Borki – dawna gromada, czyli najmniejsza jednostka podziału terytorialnego Polskiej Rzeczypospolitej Ludowej w latach 1954–1972.
Gromady, z gromadzkimi radami narodowymi (GRN) jako organami władzy najniższego stopnia na wsi, funkcjonowały od reformy reorganizującej administrację wiejską przeprowadzonej jesienią 1954 do momentu ich zniesienia z dniem 1 stycznia 1973, tym samym wypierając organizację gminną w latach 1954–1972.
Gromadę Olszewo-Borki z siedzibą GRN w Olszewie-Borkach utworzono – jako jedną z 8759 gromad na obszarze Polski – w powiecie ostrołęckim w woj. warszawskim, na mocy uchwały nr VI/10/10/54 WRN w Warszawie z dnia 5 października 1954. W skład jednostki weszły obszary dotychczasowych gromad Długi Białobrzeg Bliższy, Białobrzeg Dalszy, Dobrołęka, Drężewo, Grabowo, Kordowo, Kruki, Nakły, Nożewo i Olszewo-Borki ze zniesionej gminy Rzekuń w tymże powiecie. Dla gromady ustalono 16 członków gromadzkiej rady narodowej.
31 grudnia 1959 do gromady Olszewo-Borki przyłączono obszar zniesionej gromady Stepna Stara w tymże powiecie; z gromady Olszewo-Borki wyłączono natomiast wieś Dobrołęka, włączając ją do gromady Kołaki w tymże powiecie.
31 grudnia 1961 do gromady Olszewo-Borki włączono obszar zniesionej gromady Kołaki (bez wsi Kołaki, Modzele, Sadykierz Szlachecki, Sadykierz Włościański, Strzemieczne, Strzemieczne-Oleksy i Strzemieczne-Wiosny) w tymże powiecie.
Gromada przetrwała do końca 1972 roku, czyli do kolejnej reformy gminnej. 1 stycznia 1973 w powiecie ostrołęckim utworzono gminę Olszewo-Borki.